# رشته‌کوه آپالاش
رشته‌کوه آلاش

 (به انگلیسی: Appalachian Mountains) رشته‌کوهی است معروف به کوهستان کوهنوردی که در شرق ایالات متحده آمریکا میان کوهستان اسپرینگر در ایالت جورجیا و کوهستان کاتادین در ایالت مِین امتداد یافته و طول آن تقریباً ۳۵۰۰ کیلومتر است.جنگل ملی پیسگاه، پارک ملی کوه‌های بزرگ اسموکی و پارک ملی شنندوا در این کوه‌ها قرار دارند.آپالاش از کوه‌های بسیار مختلفی تشکیل شده‌است. کوه‌های آبی، کوه‌های سفید، کوهای سبز، کوه‌های سیاه همه قسمتی از رشته کوه آپالاش هستند. ارناندو د سوتو، کاوشگر معروف، و اسپانیاییان زیر فرمان او به این کوهستان نام آپالاش دادند. آپالاش یا آپالاچی نامه گروهی از سرخپوستان آمریکا است.

## تعاریف کلی
کوه‌های آپالاچی، که اغلب آپالاشیان نامیده می‌شوند، رشته‌کوهی در شرق تا شمال شرق آمریکای شمالی هستند. اصطلاح "Appalachian" به چندین منطقه مختلف مرتبط با رشته کوه و زمین های اطراف آن اشاره دارد. تعریف کلی مورد استفاده سازمان زمین شناسی ایالات متحده و سازمان زمین شناسی کانادا برای توصیف مناطق فیزیوگرافی کشورهای مربوطه است. ایالات متحده از اصطلاح ارتفاعات آپالاچی و کانادا از عبارت ارتفاعات آپالاچی استفاده می کنند. کوه های آپالاچی مترادف با فلات آپالاچی نیست که یکی از استان های ارتفاعات آپالاچی است.

## پیشینه
رشته‌کوه آپالاش از کوه‌های دیگر جهان کهنسال‌تر است. این رشته کوه از رشته کوه‌های روشوز، هیمالیا و آلپ سالخورده‌تر است و از عمرش در حدود ۲۰۰ میلیون سال می‌گذرد. پیش از آن زمان در محل فعلی کوه‌های آپالاش فرورفتگی بسیار عظیمی بود که شاخه‌ای از آب دریا آن را می‌پوشاند. اما پس از مدتی در کف این فرورفتگی چین و شکن پدید آمد و تمام آن ناحیه خشک شد. چین خوردن کف این فرورفتگی همچنان ادامه داشت، اما بسیار آرام و آهسته. این کوه‌ها در تاریخ ایالات متحده امنیت بسیار داشته‌اند. تا حدود صد سال نخستین، ماندگاران ایالات متحده نمی‌توانستند از این کوه‌ها بگذرند به طرف مغرب این سرزمین بروند.

## کوهنوردی
این رشته کوه‌ها از بیش از ۱۳ ایالت عبور می‌کنند و کل مسیر توسط بیش از ۳۰ باشگاه کوه‌نوردی مدیریت و پشتیبانی می‌شود. اکثریت قسمت‌های رشته کوه‌های آپالاچیان در بیابان‌ها محصور هست اما برخی از نقاط آنها نیز در جنگلهای بسیار دیدنی و زیبا محصور شده‌است که گونه‌های بسیار زیادی از جانداران در این جنگل‌ها یافت می‌شود. این رشته کوه‌ها به خاطر مناظر بسیار زیبایی که دارا هستند، مورد علاقه بسیاری از کوهنوردان می‌باشند. رشته کوه‌های آپالاچیان که با نام رشته کوه‌های کوهنوردی نیز معروف هستند در شرق کشور آمریکا مابین کوهستان اسپرینگر در ایالت جورجیا و و کوهستان کاتادین در مین گستره پیدا کرده‌اند و طول آن تقریباً ۳۵۰۰ کیلومتر است.